# 李冲寂
李冲寂（7世纪—682年），唐朝宗室，太祖李虎玄孙，襄武县公李蔚曾孙，赵郡公李安之孙，汉阳郡王李瓌之子。
李冲寂初任尚舍直长，转任城门郎，奉敕弘文馆读书，掌舍诸宫城门列校。历任驾部员外郎、金部郎中，出为戎州道支度军粮使。入朝为太府鸿胪二少卿，丁忧服阕，历青州、德州、齐州、徐州四州刺史。转任陕州刺史。唐高宗封禅，以李冲寂检校司理常伯，东征高句丽，李冲寂检校营州都督。辽东平，以功迁蒲州刺史。入朝检校将作大匠，迁银青光禄大夫，行少府监。高宗幸九成宫，李冲寂检校右领军卫将军，本官如故。因事免，授归州司马。起用为中大夫，行兖州都督府长史。永淳元年，在唐州方城县患病而亡，赠怀州刺史。